# La Fenice
Pour les articles homonymes, voir La Fenice (homonymie).
La Fenice (en italien : [la feˈniːtʃe]) est un opéra construit à Venise au XVIIIe siècle dans le style néo-classique avec une salle proposant cinq étages superposés de loges finement décorées en rouge et or.
Il est, avec la Scala de Milan et le San-Carlo de Naples, l'un des temples les plus prestigieux de l'opéra italien. La Fenice a vu la création de plusieurs opéras de Rossini, Bellini, Donizetti ou de Verdi.

## Historique

### Création
En 1773 ou 1774, le théâtre San Benedetto du quartier de San Marco de Venise brûle et la noblesse de la ville décide de faire construire une nouvelle salle par l'architecte Gian Antonio Selva. Elle est inaugurée le 16 mai 1792 avec un opéra et un ballet I giuochi d'Agrigento (Les jeux d'Agrigente) de Giovanni Paisiello.
Ce haut-lieu des cultures italiennes et européennes acquiert une grande renommée et présente des opéras, des pièces de théâtre, des ballets et des concerts de musique classique.
Le décorateur Giuseppe Borsato décore la Fenice à Partir de 1808 et devient le scénographe officiel de 1809 à 1819.
Le 13 décembre 1836, le théâtre est détruit par les flammes. Reconstruit à l'identique par les architectes Giambattista et Tommaso Meduna et décoré par Tranquillo Orsi, il rouvre ses portes au public le soir du 26 décembre 1837.
De 1820 à 1839, Francesco Bagnara y crée les décors des plus grands chefs-d'œuvre de l'art lyrique italien (Lucia di Lammermoor, etc.) dont les esquisses sont conservées au Museo Correr. Dès 1844, Giuseppe Verdi y crée Ernani, suivi de Attila, Rigoletto, La traviata et Simon Boccanegra.
Après-guerre, la Fenice occupe une place prépondérante dans l'opéra italien et accueille les œuvres modernes de Stravinsky, Britten, Prokofiev, etc.

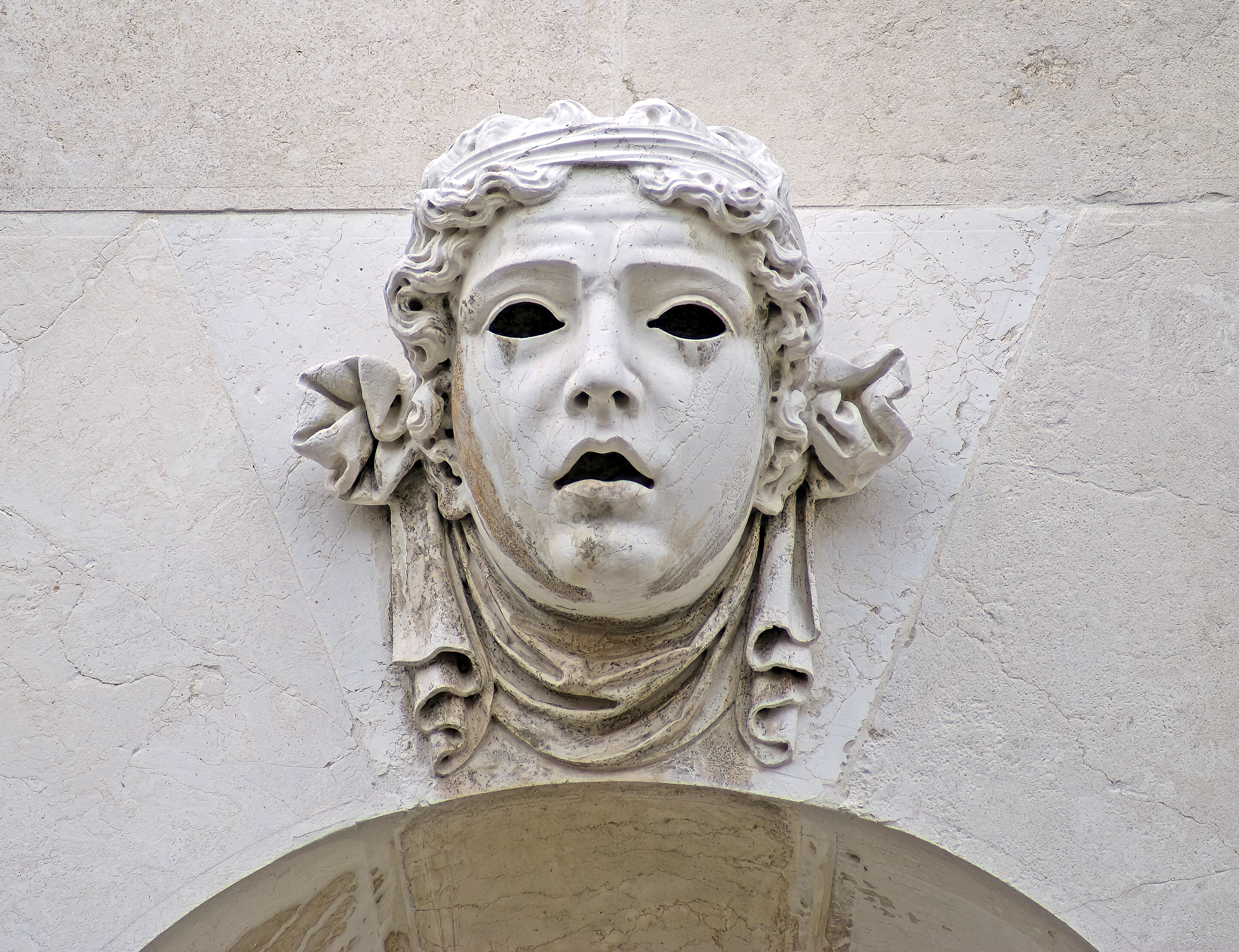
Mascaron sur la façade
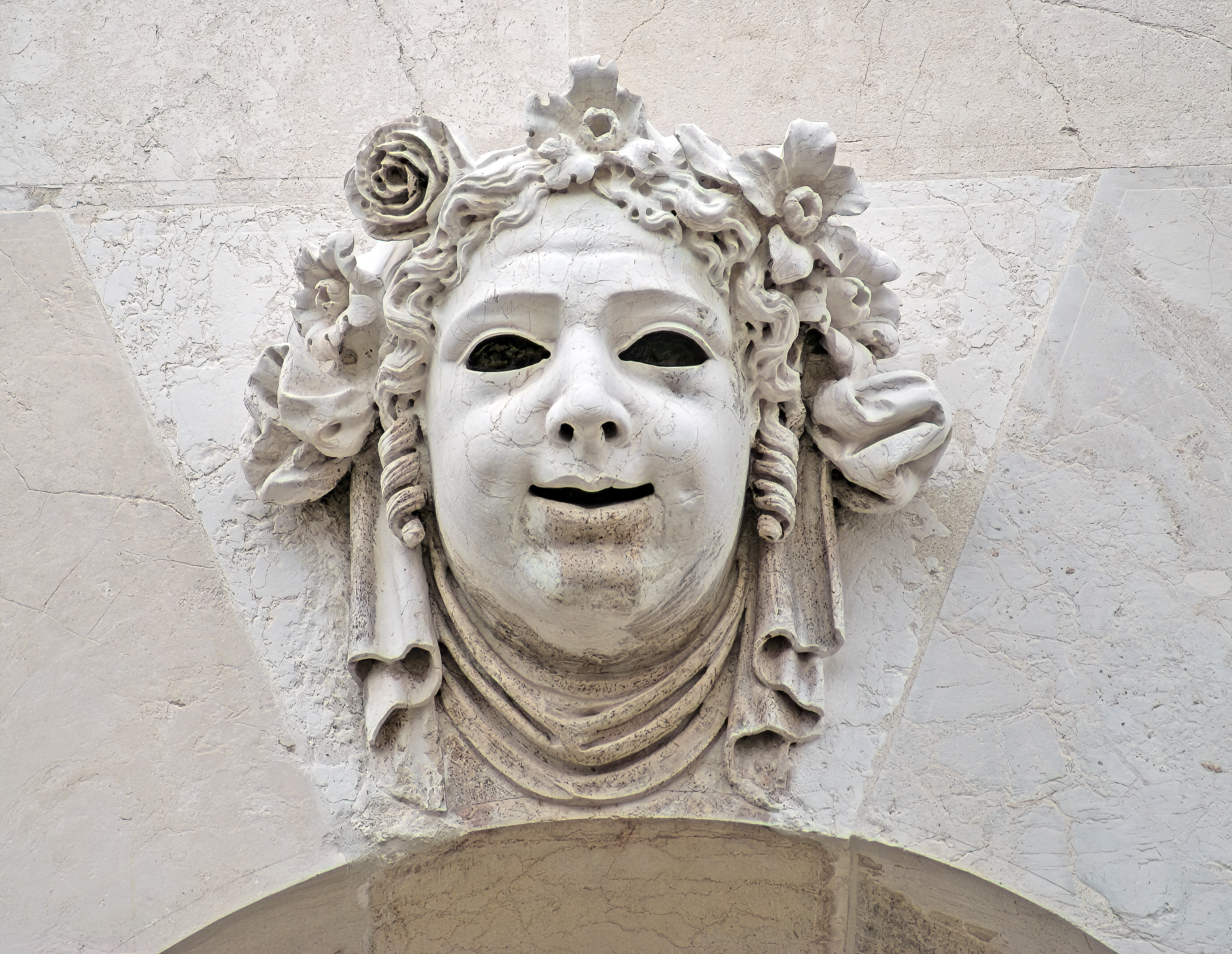
Mascaron sur la façade
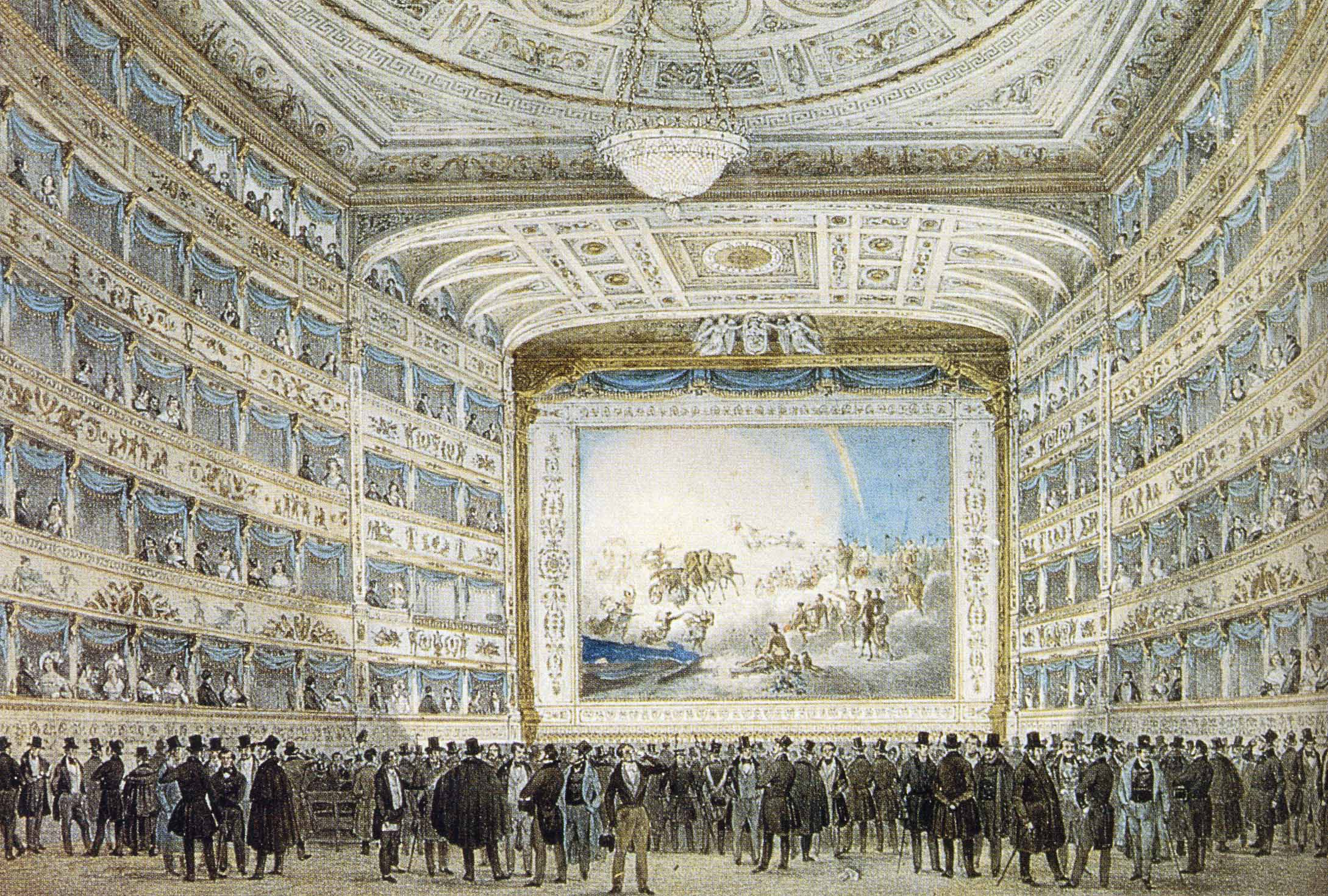
La salle d'origine, gravure de 1837.
Esquisse de Francesco Bagnara pour le décor de Lucia di Lammermoor (1844).

### Incendie et reconstruction
La Fenice, en français « le Phénix », nom prédestiné pour un théâtre qui a connu deux incendies et qui, comme l'oiseau de la mythologie grecque, est né après un incendie, et renaît de ses cendres à deux reprises. En 1836, le théâtre brûle pendant trois jours pour rouvrir moins d'un an après. Et le 29 janvier 1996, alors que le théâtre est l'une des références mondiales de l'art lyrique, il est à nouveau détruit par un incendie criminel causé par deux électriciens d’une entreprise de maintenance, soupçonnés d'avoir mis le feu au théâtre pour éviter de payer des pénalités pour retard de travaux.
Rapidement, la décision est prise de le reconstruire à l’identique avec son luxe d'origine : « com'era e dov'era » (« comme il était et où il était »). La reconstruction a commencé en 2001. Pendant les travaux, les spectacles ont été accueillis par le Teatro Malibran et le PalaFenice (chapiteau installé dans l’île du Tronchetto, à l’emplacement des parcs de stationnement de l’entrée de la ville). Après deux ans de travaux et 60 millions d'euros issus de la ville de Venise, aidée par l'État italien, l’Unesco et d'importantes donations du monde entier, la Fenice renaît de ses cendres — pour la seconde fois.
Le théâtre est inauguré le 12 novembre 2003 avec La traviata de Giuseppe Verdi, mise en scène par Robert Carsen. 

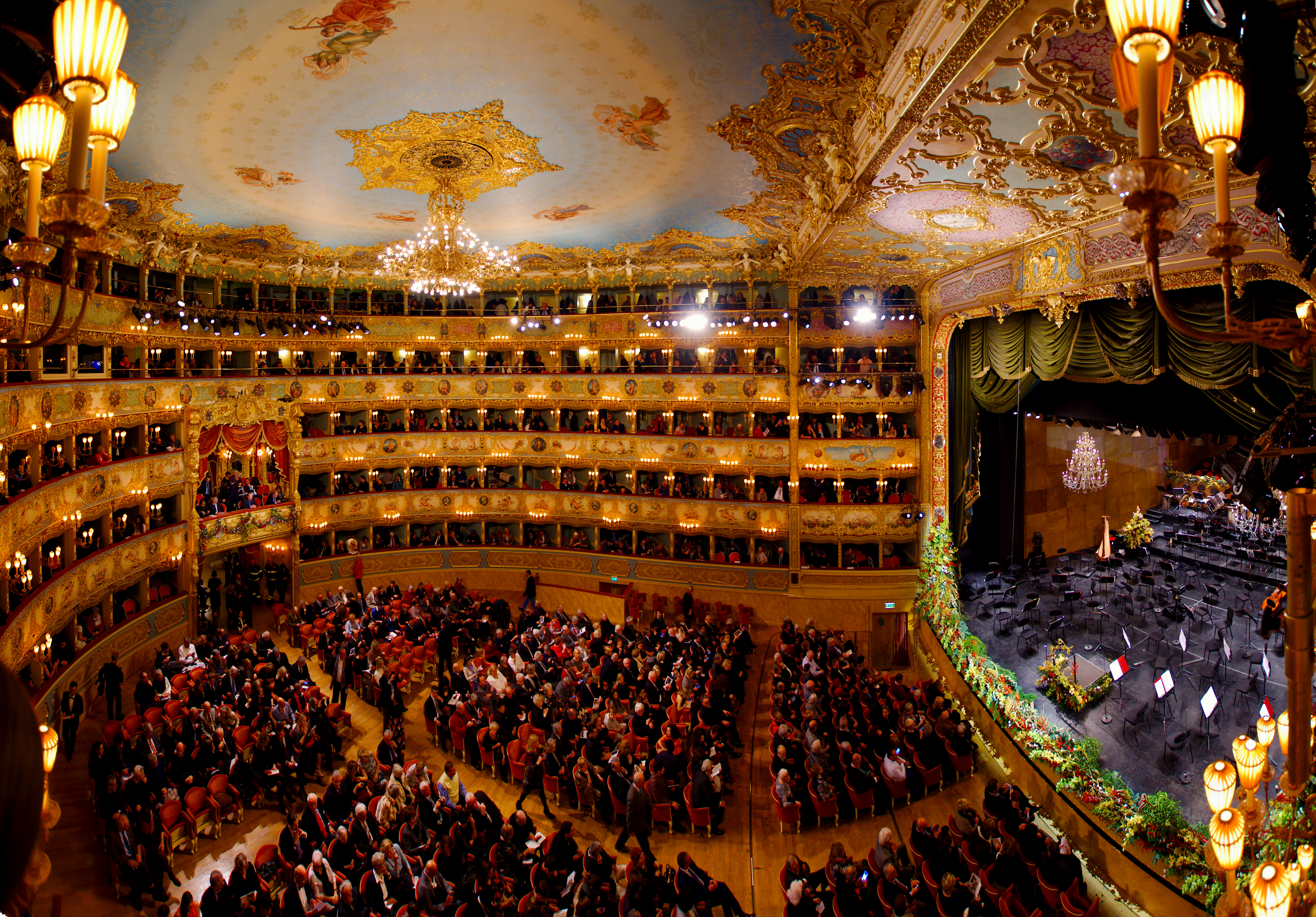
La salle, avant un concert.
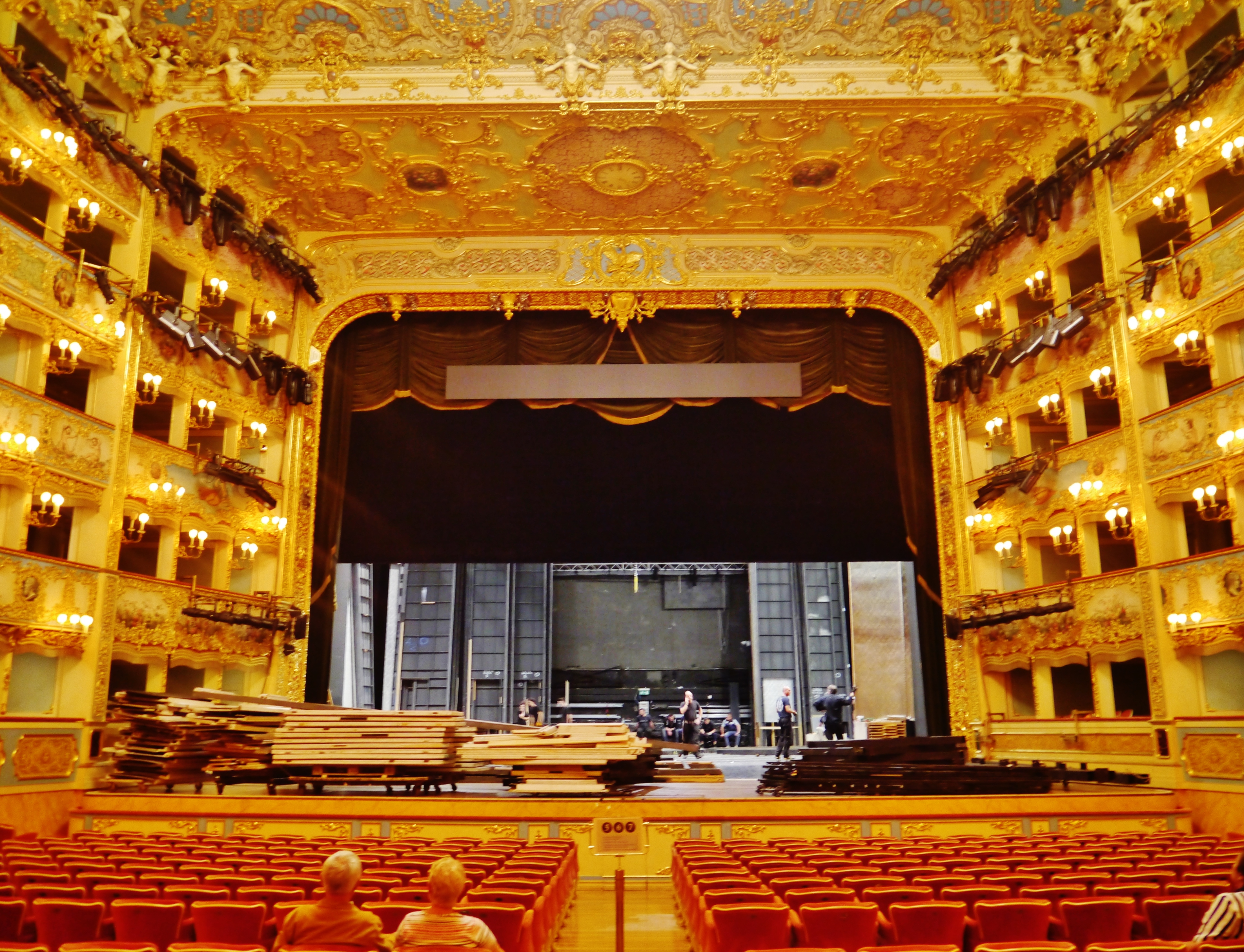
La scène.
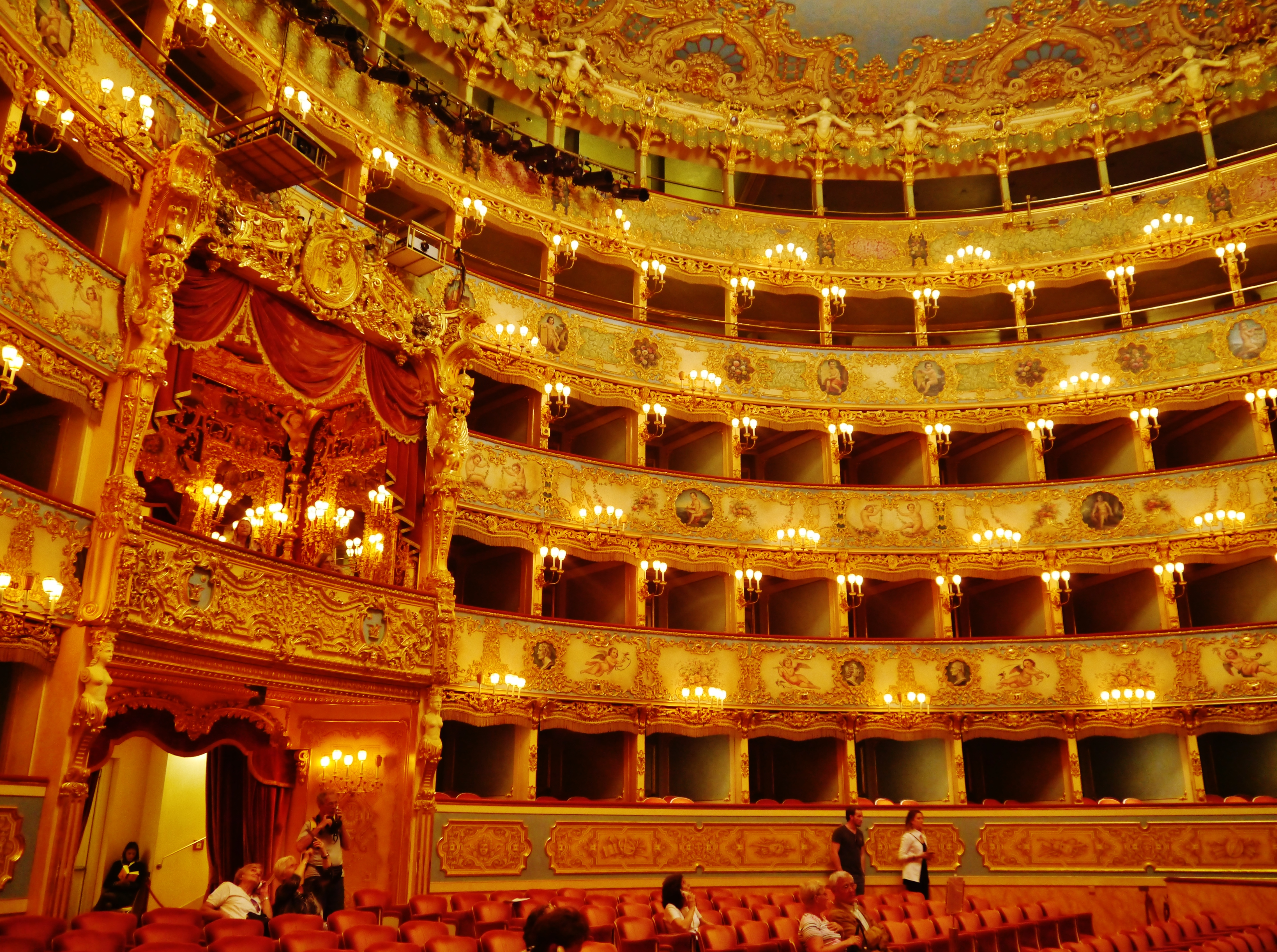
La loge royale.
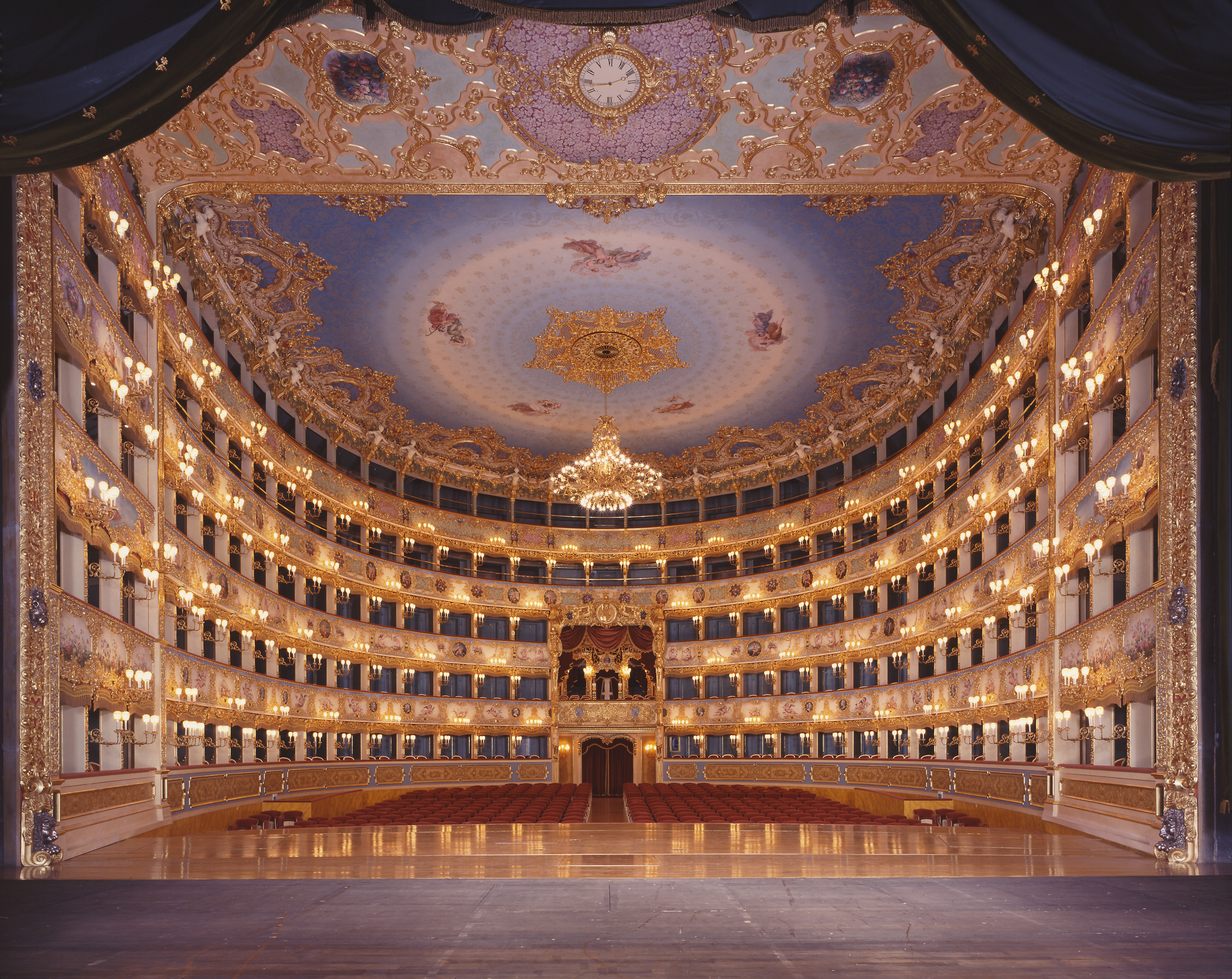
La salle de La Fenice depuis la scène.

## Premières mondiales
- 1813 : Tancredi de Gioachino Rossini
- 1814 : Sigismondo de Gioachino Rossini
- 1823 : Semiramide de Gioachino Rossini
- 1830 : I Capuleti e i Montecchi de Vincenzo Bellini
- 1833 : Beatrice di Tenda de Vincenzo Bellini
- 1835 : Belisario de Gaetano Donizetti
- 1838 : Maria de Rudenz de Gaetano Donizetti
- 1843 : Ernani de Giuseppe Verdi
- 1846 : Attila de Giuseppe Verdi
- 1851 : Rigoletto de Giuseppe Verdi
- 1853 : La traviata de Giuseppe Verdi
- 1857 : Simon Boccanegra de Giuseppe Verdi
- 1951 : The Rake's Progress d'Igor Stravinsky
- 1983 : Blue Lady, ballet de Carolyn Carlson
- 2016 : Dorian Gray - La bellezza non ha pietà, de Daniele Martini, mis en scène par Wayne Fowkes.

## La Fenice au cinéma
Le théâtre a été mondialement consacré grâce au film de Luchino Visconti, Senso, dont la première scène se déroule dans le décor réel de la Fenice où est donné, au printemps 1866, l'opéra de Giuseppe Verdi, Il trovatore. L'aria « Di quella pira » est l'occasion d'un appel au soulèvement des Vénitiens contre l'occupant autrichien.